# Mirko Bašić
Mirko Bašić (* 14. September 1960 in Bjelovar, Jugoslawien) ist ein ehemaliger kroatischer Handballnationaltorhüter.

## Karriere als Spieler

### Verein
Der 1,88 große Schlussmann begann 1972 das Handballspielen bei RK Partizan Bjelovar, dem zu dieser Zeit dominierenden Verein Jugoslawiens. Bereits mit 17 Jahren debütierte er im Europapokal der Landesmeister. Seine ersten Meistertitel gewann er 1977 und 1979. Ein Jahr später wechselte er zu Metaloplastika Šabac, wo er Teil einer Jahrhundertmannschaft werden sollte, die von 1982 bis 1988 die Jugoslawische Meisterschaft sowie dreimal den Pokal gewinnen sollte. Im Europapokal der Landesmeister verlor er das Finale 1984 noch im Siebenmeterwerfen gegen Dukla Prag, triumphierte jedoch in den Jahren 1985 und 1986. Insgesamt stand er sechsmal in Folge mindestens im Halbfinale. Während seiner Zeit in Šabac leistete er auch den obligatorischen Wehrdienst. Nach einer kurzen Station bei RK Agram Medveščak Zagreb wechselte er im Januar 1989 in die französische Nationale 1A zu Vénissieux Handball, mit dem er 1991 den Pokal errang. Darauf schloss er sich dem finanzkräftigen aufstrebenden OM Vitrolles an und gewann 1993 den Europapokal der Pokalsieger sowie 1993 seinen vierten französischen Vizemeistertitel. Mit nunmehr 33 Jahren unterbrach er seine Karriere für dreieinhalb Jahre. Nach seiner Rückkehr erreichte er mit Badel Zagreb dreimal in Folge das Champions-League-Finale, unterlag aber jeweils dem übermächtigen FC Barcelona. Nach seinem Karriereende 2002 bei Medveščak gab er auf Grund der Verletzung von Arpad Šterbik ein kurzes Comeback für zwei Europapokalspiele beim ungarischen Meister Fotex Veszprém im März 2003.

### Nationalmannschaft
Mit der jugoslawischen Juniorennationalmannschaft wurde Bašić Vizeweltmeister 1979 und Weltmeister 1981. Ein Jahr später unterlag er mit der jugoslawischen Männernationalmannschaft bei der Weltmeisterschaft 1982 trotz fünf gehaltener Siebenmeter im Finale der Sowjetunion. Bei den Olympischen Spielen 1984 gewann die Mannschaft die Goldmedaille, ebenso bei der Weltmeisterschaft 1986. Bei den Olympischen Spielen 1988 erreichte man Bronze. Im Jahr 2000 kehrte er bei der Europameisterschaft im eigenen Land noch einmal in die Kroatische Nationalmannschaft zurück. Insgesamt bestritt der Torhüter mindestens 133 Länderspiele für Jugoslawien und 47 für Kroatien.

## Karriere als Trainer
Seit seinem Karriereende war Bašić Co-Trainer sowie Torwart-Trainer bei RK Zagreb (bis 2010) und der kroatischen Nationalmannschaft. Er leitet gemeinsam mit anderen ehemaligen Top-Torhütern seit 2011 jährlich internationale Trainingscamps für Jugendtorleute in Kroatien.

## Privates
Seine Tochter Sonja Bašić ist ebenfalls Nationalspielerin, allerdings auf der Position Rückraum Mitte.

## Erfolge
Mit RK Partizan Bjelovar:
- Jugoslawischer Meister 1977, 1979

Mit Metaloplastika Šabac:
- Jugoslawischer Meister 1982, 1983, 1984, 1985, 1986, 1987, 1988
- Jugoslawischer Pokalsieger 1983, 1984, 1986
- Europapokal der Landesmeister 1985, 1986
- Finalist Europapokal der Landesmeister 1984

Mit Venissieux Handball:
- Französischer Vizemeister 1990, 1991
- Französischer Pokalsieger 1991

Mit OM Vitrolles:
- Europapokal der Pokalsieger 1993
- Französischer Vizemeister 1992, 1993
- Französischer Pokalsieger 1993

Mit Badel 1862 Zagreb:
- Kroatischer Meister 1997, 1998, 1999, 2000, 2001
- Kroatischer Pokalsieger 1997, 1998, 1999, 2000
- Champions-League-Finalist 1997, 1998, 1999

Mit der jugoslawischen Nationalmannschaft:
- Juniorenweltmeister 1981
- Juniorenvizeweltmeister 1979
- Mittelmeerspielesieger 1983
- Olympiasieger 1984
- Olympiabronze 1988
- Weltmeister 1986

Mit der kroatischen Nationalmannschaft:
- Mittelmeerspielesieger 1993